# Hombre de Saldanha
Hombre de Saldanha, cráneo de Saldanha o cráneo de Elandsfontein son los nombres comunes del espécimen con número de catálogo SAM-PQ-EH 1, de un cráneo parcial fósil de Homo heidelbergensis, de una antigüedad que oscila entre 200 000 y 500 000 años (con grandes desacuerdos), dentro del Chibaniense. Fue descubierto por Keith Jolly y Ronald Singer el 8 de enero de 1953 en Elandsfontein, Hopefield (Sudáfrica) y descrito en el mismo año por Matthew Robertson Drennan.

## Datación
Existe una gran discrepancia entre las dataciones que se dan del cráneo de Saldanha y las herramientas líticas asociadas, ofreciendo un gran rango de fechas que oscilan desde los 100 ka hasta casi el millón de años. Muchas se han realizado de forma indirecta, como, por ejemplo, utilizando la fauna descubierta. Según la fecha que se llegue a aceptar el fósil se situaría en distintos pisos del Pleistoceno: Calabriense, Chibaniense o Tarantiense.

## Taxonomía y descripción
En 1953 Drennan dio una definición del fósil como «neandertaloide». Singer (1954) fue quien hizo visible el parecido de Saldanha con Kabwe y LH 18, y sigue existiendo un cierto consenso en catalogar Saldanha y Kabwe juntos. La primera atribución del fósil, también por Drennan (1955), fue a una nueva especie, Homo saldanensis. William Straus (1957) propuso incluir a este cráneo y Broken Hill 1 dentro de Homo sapiens rhodesiensis. Singer (1958) apuntaba a una población con algunas diferencias de los neandertales europeos. No sin mantener abierta la puerta a otras ya que el multirregionalismo frente al origen único desde África para H. sapiens genera nuevas líneas según vayan aconteciendo nuevos datos. El parecido con Kabwe también podría extender la atribución que se le ha hecho por algunos, Homo rhodesiensis, a Saldanha.. Por lo indicado, queda abierto a la asignación, también, al taxon H. heidelbergensis.
Los huesos sufrieron erosión antes de fosilizar lo que ha permitido estudiar capas internas.
Los restos fósiles se encontraron en superficie en una duna, inicialmente diez fragmentos, que fueron numerados como 1 A a 1 J. En posteriores visitas, durante los meses siguientes, se recuperaron más fragmentos, hasta un total de 27, algunos a más de 400 metros de distancia de los primeros. El resultado es una calvaria parcial y parte de la rama mandibular derecha. Esta última no fue descrita por Singer y Drennan hasta 1955. Muestra un toro supraorbital masivo y un cráneo bajo, al que se le ha estimado una capacidad de 1225 cm³.